# Calomyscus tsolovi
Calomyscus tsolovi és una espècie de mamífer rosegador de la família dels calomíscids. És endèmic del sud-oest de Síria. El seu hàbitat natural són probablement els deserts i els semideserts. Es desconeix si hi ha cap amenaça significativa per a la supervivència d'aquesta espècie.
No se sap amb certesa qui és el Tsolov en honor de qui s'anomenà l'espècie.